# Cuyotenango
Cuyotenango – miasto na południowym zachodzie Gwatemali, w departamencie Suchitepéquez. Według danych szacunkowych z 2012 roku liczba mieszkańców wynosiła 17 251 osób. 
Cuyotenango leży około 8 km na zachód od stolicy departamentu – miasta Mazatenango. Miejscowość leży na wysokości 334 metrów nad poziomem morza, u podnóża gór Sierra Madre de Chiapas, w odległości około 45 km od brzegu Pacyfiku. 
W mieście dominuje przemysł spożywczy i włókienniczy.

## Gmina Cuyotenango
Miejscowość jest także siedzibą władz gminy o tej samej nazwie, która jest jedną z dwudziestu gmin w departamencie. W 2012 roku gmina liczyła 53 181 mieszkańców. Gmina jak na warunki Gwatemali jest średniej wielkości, a jej powierzchnia obejmuje 238 km². 
Mieszkańcy gminy utrzymują się głównie z hodowli zwierząt, uprawy roli, rzemiosła artystycznego i z usług. W rolnictwie dominuje uprawa kakaowca, kawowca oraz kukurydzy. Gmina jest znana z produkcji koszy, wyrobów włókienniczych, wyrobów z drewna i skórzanych.
Klimat gminy jest równikowy, według klasyfikacji Wladimira Köppena, należy do klimatów tropikalnych monsunowych (Am), z wyraźną porą deszczową występującą od maja do października.